# Guy Mairesse
Guy Mairesse (10 de agosto de 1910 — 24 de abril de 1954) foi um automobilista francês que participou de três Grandes Prêmios de Fórmula 1: um em 1950 e duas em 1951.
Faleceu vítima de acidente em treinos no Autódromo de Linas-Montlhéry.